# Ворота Углон
Ворота Углон (узб. O'g'lon darvozasi) — утраченные крепостные ворота в Бухаре (Узбекистан), возведённые во второй половине XVI века при узбекском правителе Абдулла-хане II, в тогдашней столице Бухарского ханства. Были установлены на северо-западной части бухарской крепостной стены. Получили своё название от находившегося за ними святилища Углон-ато. Являлись одними из 11-ти когда либо существовавших ворот Бухары. Соединяли северо-западную окраину города, «движение через них было сравнительно небольшое». Эти также были одними из двух ворот Бухары, через которых проходила дорога ведущая в сторону древних Ромитана и Хорезма. Разрушены при Советской власти, возможно, в начале 1950-х годов.